# Anarchias leucurus
Anarchias leucurus är en fiskart som först beskrevs av Snyder, 1904.  Anarchias leucurus ingår i släktet Anarchias och familjen Muraenidae. Inga underarter finns listade i Catalogue of Life.